# Torasémide

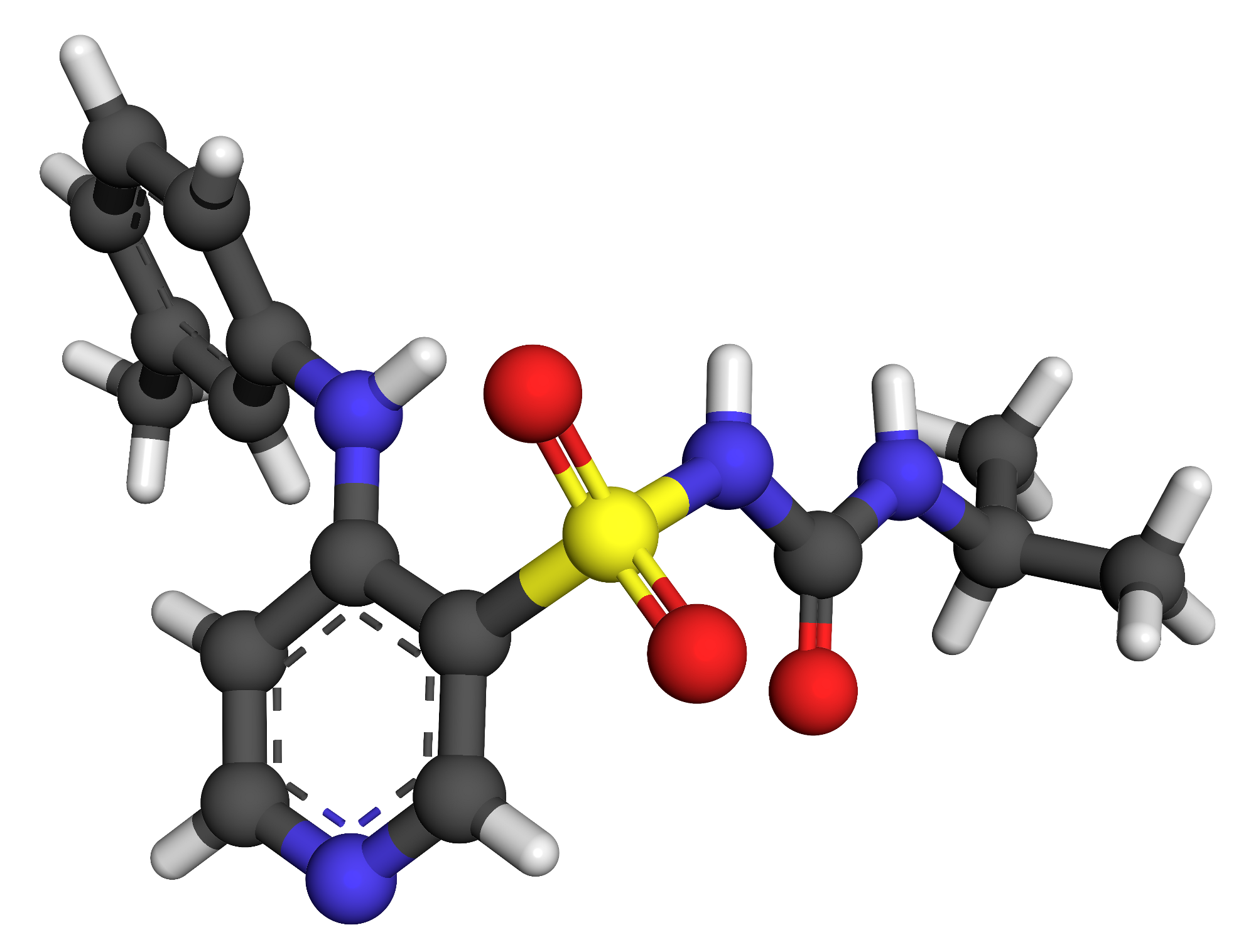
Torasémide 3D

Le torasémide, ou torsémide est un diurétique de l'anse.

## Pharmacodynamique
Sa biodisponibilité est supérieure au furosémide et sa demi-vie est plus longue (six heures).

## Propriétés
Il a une action diurétique supérieure à celle du furosémide, avec une kaliurèse moindre. Il inhibe la sécrétion de l'aldostérone et diminuerait la fibrose cardiaque.
Cela ne se traduit cependant pas par une baisse de la mortalité de l'insuffisance cardiaque par rapport à l'utilisation du furosémide.